# Phil Regan
Phil Ramond Regan, conocido como El Buitre, (nacido el 6 de abril de 1937, Otsego, Míchigan, Estados Unidos) es un exjugador, mánager y dirigente de béisbol estadounidense. 

## Carrera

### Jugador
Regan inició su carrera profesional en las Grandes Ligas como lanzador de los Tigres de Detroit en 1960, equipo en el que se mantuvo hasta 1965 cuando pasa a Los Angeles Dodgers. Un año después se acredita el título del jugador regreso del año.[cita requerida] En 1968 fue traspasado a los Chicago Cubs y luego en 1972 a Chicago White Sox, año en que culmina su etapa como jugador profesional.

### Mánager

#### Estados Unidos
En 1973 comienza a dirigir al equipo de la Grand Valley State University, en Míchigan, donde se mantuvo hasta 1982. Luego en 1983 pasa a las Grandes Ligas primero como instructor de pitcheo de los Seattle Mariners y luego en 1984 como entrenador de pitcheo hasta 1986. A partir de 1987 y hasta 1993 sirvió para asignaciones especiales de entrenamiento en Los Angeles Dodgers. En 1994 pasó a los Cleveland Indians como coah de pitcheo. El momento más importante dentro de las Grandes Ligas para Regan llegó en 1995 cuando se convirtió en mánager de los Baltimore Orioles. En el 2000 Regan fue miembro del plantel técnico del equipo de Estados Unidos ganador de la medalla de oro en béisbol al derrotar a Cuba en la final de los Juegos Olímpicos de Sídney, Australia.

#### República Dominicana
Fue mánager de Leones del Escogido en la Liga Dominicana de Béisbol Invernal entre 1987 y 1989, alcanzando el título local durante las dos temporadas que dirigió el club además de ganar la Serie del Caribe de 1988. En la actualidad (Dic. 2018) se desempeña como preparador de pitcheo del equipo Toros del Este con sede en la ciudad de La Romana.

#### Venezuela
En la Liga Venezolana de Béisbol Profesional posee el récord de mayor número de temporadas como mánager, al dirigir 18 zafras, distinción que comparte junto a José Antonio Casanova.
Fue mánager de los Leones del Caracas durante 7 temporadas, primero desde 1989 hasta 1994 y luego desde 1996 hasta 1998, logró obtener un título para los Leones en la temporada 1989/1990. También ha sido mánager de Navegantes del Magallanes (con el cual obtuvo el gallardete de la temporada 2001/02), Cardenales de Lara, Pastora de los Llanos, Bravos de Margarita y Tiburones de La Guaira
En la temporada 2010-2011, participó en dos equipos, con Tiburones de La Guaira y Navegantes del Magallanes , donde no obtuvo un buen desempeño y efectividad en su cargo, por lo que las directivas de los dos equipos prescindieron de sus labores y actualmente no se encuentra en ningún equipo de la Liga Venezolana de Béisbol Profesional. Es el único manager que ha logrado ser campeón dirigiendo a los eternos rivales.